# Stephan Leopold zur Lippe

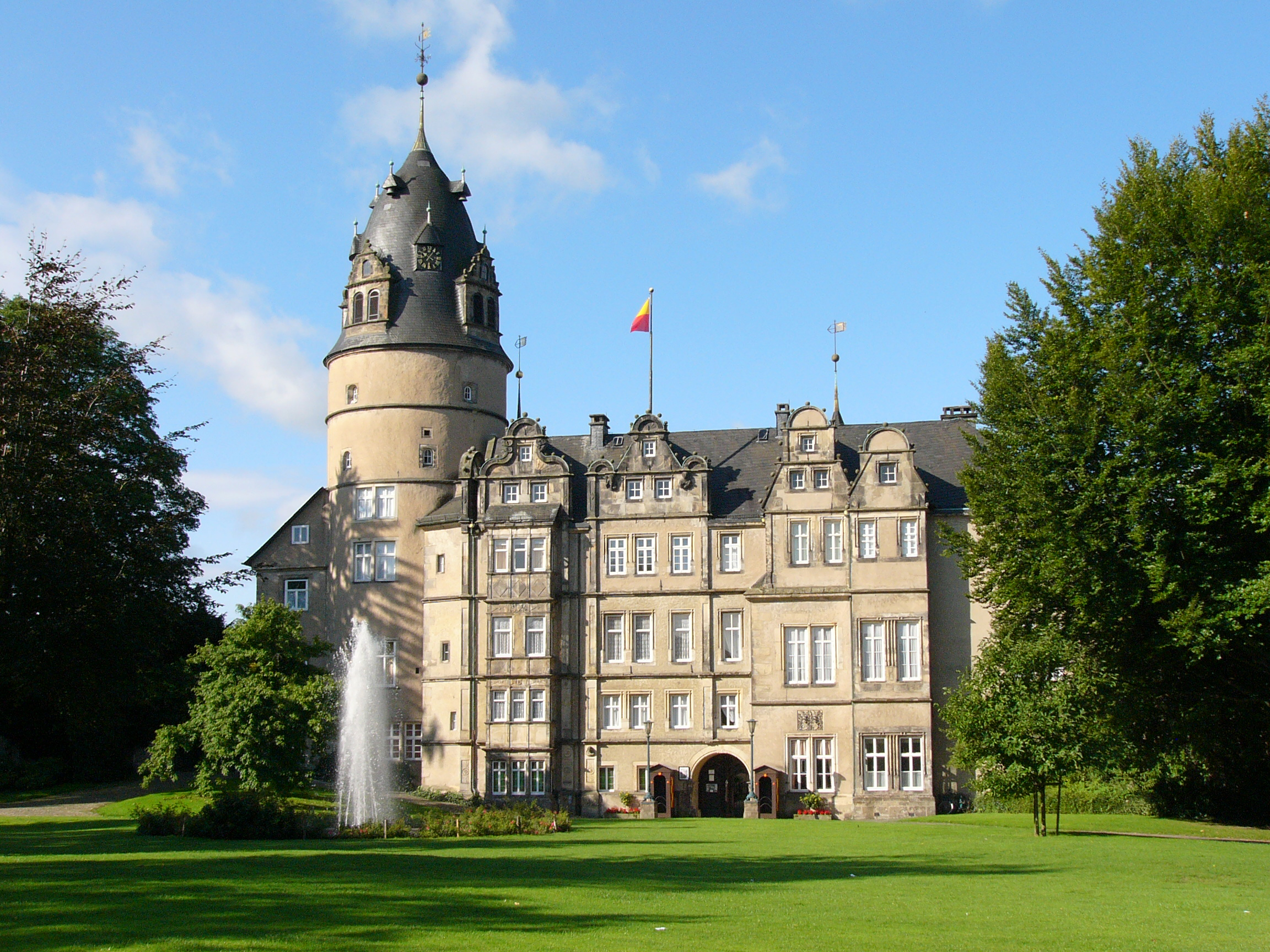
Slot Detmold

Stephan Leopold Justus Richard Prinz zur Lippe (Detmold, 24 mei 1959) is een prins uit het huis Lippe en sinds het overlijden van zijn vader in 2015 hoofd van dat huis.

## Biografie
Zur Lippe werd geboren in het huis Lippe als enig kind van Armin zur Lippe (1924-2015) en diens echtgenote Traute Becker (1925-2023). Via zijn vader is hij verwant aan het Nederlandse koningshuis; zijn vader en prins Bernhard waren neven. Hij trouwde in 1994 in Detmold met Maria Gräfin zu Solms-Laubach (1968), met wie hij vijf kinderen kreeg met als oudste zoon en vermoedelijke opvolger, Bernhard Leopold (1995). Hij is reserveofficier en behaalde zijn mastersgraad in de rechten (LL.M.). Hij is advocaat en belastingadviseur.
Zur Lippe voert als hoofd van het huis tevens de titels edel heer en graaf zu Biesterfeld, graaf zu Schwalenberg en Sternberg, erfburggraaf van Utrecht, enz. en het predicaat Hoogvorstelijke Doorluchtigheid. Hij en zijn familie bewonen het stamslot Detmold dat hij met de omliggende landerijen beheert.